# Mount Nanlaud
Mount Nanlaud är ett berg i Mikronesiska federationen.   Det ligger i kommunen Kitti Municipality och delstaten Pohnpei, i den sydöstra delen av landet, 9 km sydost om huvudstaden Palikir. Toppen på Mount Nanlaud är 782 meter över havet. Mount Nanlaud ingår i Dolmweir Peaks.
Terrängen runt Mount Nanlaud är huvudsakligen kuperad. Runt Mount Nanlaud är det ganska tätbefolkat, med 120 invånare per kvadratkilometer. Närmaste större samhälle är Palikir, 9,2 km nordväst om Mount Nanlaud. I omgivningarna runt Mount Nanlaud växer i huvudsak städsegrön lövskog.